# 哈特蘭 (紐約州)
哈特蘭（英語：Hartland）是一個位於美國紐約州尼亞加拉縣的鎮。

## 人口
根據2020年美國人口普查的數據，哈特蘭的面積為135.75平方千米，當中陸地面積為135.66平方千米，而水域面積為0.09平方千米。當地共有人口3874人，而人口密度為每平方千米29人。